# Agaonidae

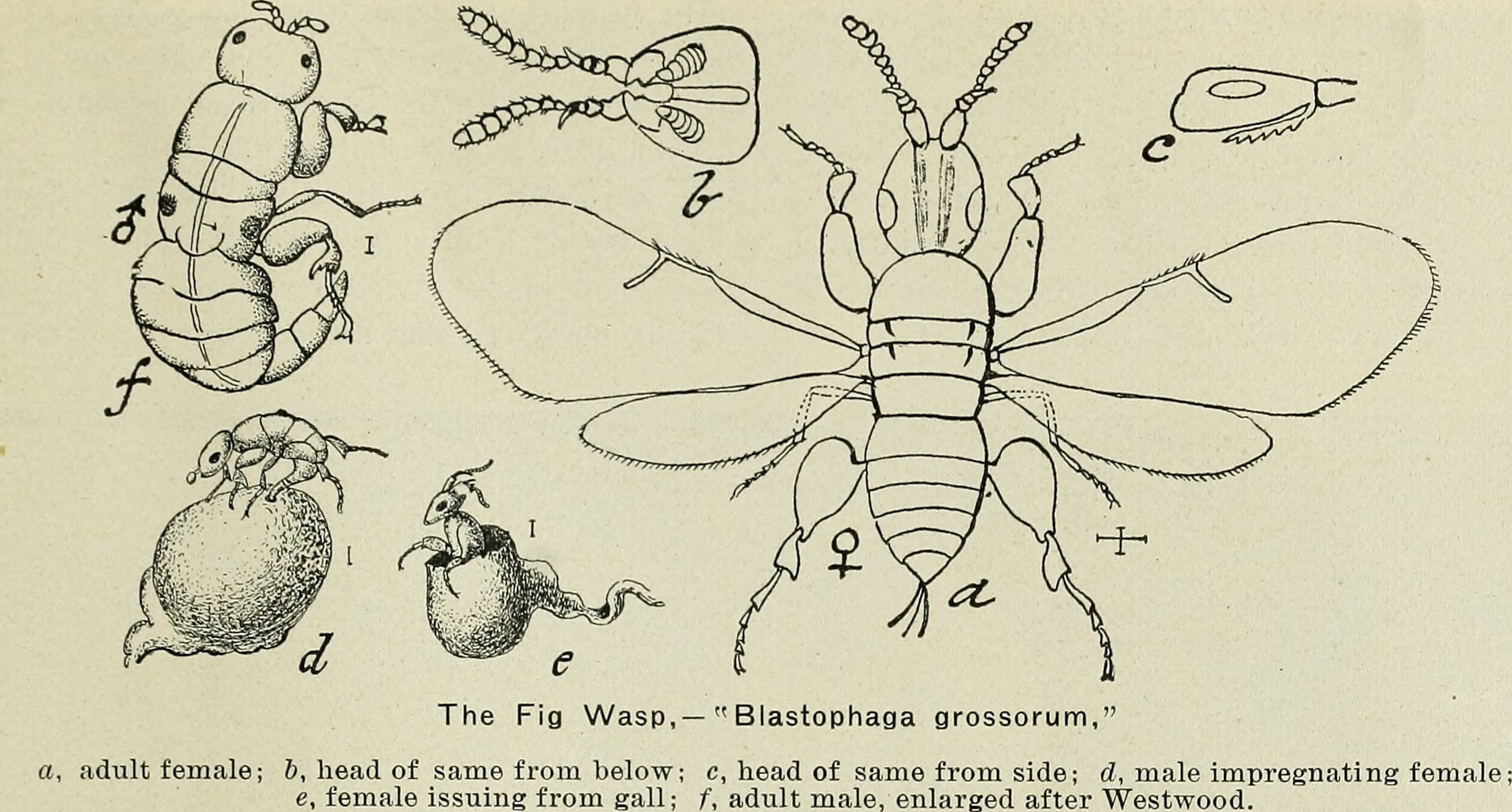
Ciclo vital de Blastophaga grossorum.
a: hembra adulta. b: Cabeza de la hembra vista ventral. c: cabeza, vista lateral. d: macho apareándose con hembra aun dentro de la agalla. e: hembra emergiendo de la agalla. f: macho adulto

Los agaónidos (Agaonidae) son una familia de himenópteros apócritos conocidos vulgarmente como avispas de los higos. El término avispa de los higos se aplica también a especies de varias familias de avispas calcidoideas que pasan sus estadios larvales dentro de higos. Son unas avispas pequeñas que polinizan los higos o que están relacionadas con los higos.
Posiblemente se trata de una familia polifilética que agrupa varios linajes no relacionados. En esta familia las hembras tienen aspecto normal, con alas. Los machos en cambio carecen de alas.
La mayoría de especies de higos tienen tres tipos de inflorescencias: flores masculinas, flores femeninas de pistilo largo y flores femeninas de pistilo corto. La avispa hembra sólo puede depositar sus huevos en las flores de pistilo corto, las otras son polinizadas pero no son parasitadas por las avispas y pueden dar semilla.
Muchas especies de higos, género Ficus, sirven de alimento de una gran variedad de especies y por consiguiente son consideradas especies claves de sus respectivos ecosistemas. Sus polinizadores, a su vez, son también especies claves.

## Ciclo vital
Las avispas de los higos tienen una relación muy íntima con los higos. Las que son polinizadoras son mutuamente beneficiosas, pero hay algunas especies que parasitan a los higos sin realizar polinización y son perjudiciales para el higo.
Hay mucha variación según la especie, pero en general el ciclo vital de la avispa de los higos es así: La hembra fertilizada y madura encuentra un higo cuyas flores femeninas están receptivas, es decir que los pistilos están maduros y listos para aceptar polen. Penetra al interior del receptáculo del higo a través de un pequeño orifico, el ostiolo. Éste es muy estrecho así que a veces pierde sus alas y trozos de antenas. Una vez dentro de la cavidad deposita sus huevos en las flores femeninas. Al hacerlo también desparrama polen que traía del higo donde nació. Sólo puede depositar sus huevos en las flores de pistilo corto porque su ovipositor no llega hasta el ovario de las de pistilo largo, pero poliniza igualmente a unas y a otras. Después muere en el interior del higo. Las semillas maduran, las que tienen huevos sirven de alimento a sus larvas: las demás pueden llegar a producir semillas maduras que sirven para la reproducción del higo. 
Además de las avispas polinizadoras existen otras especies que no polinizan y no benefician al higo. Simplemente ponen sus huevos, por consiguiente actúan como parásitas ya sea del higo o de las avispas polinizadoras.  Los miembros de la familia Sycophaginae pertenecen a esta categoría, aunque tal vez algunas especies realizan polinización.
Las larvas maduran y llegan al estado de pupa. Los machos adultos emergen primero de la pupa y buscan hembras con que aparearse aunque no hayan salido aun del capullo. Los machos de la mayoría de las especies de avispa de los higos carecen de alas, su única función es la de reproducción. Después del apareamiento los machos abren un túnel o ensanchan el ostiolo así las hembras pueden salir del higo. Poco después los machos mueren, ya sea dentro del higo o si han alcanzado a salir poco después de caer a tierra. Antes de irse, las hembras recogen polen de las flores masculinas que han madurado en sincronía con la maduración de las avispas. Así están cargadas de polen cuando llegan a otra higuera cuyas flores femeninas están listas para recibirlas.

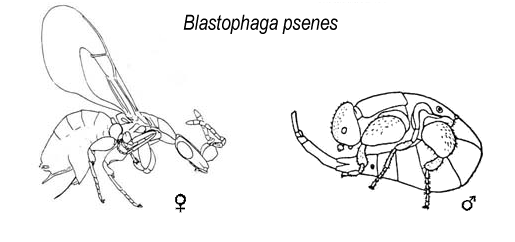
Blastophaga psenes.

## Evolución
Los fósiles más antiguos de avispas de los higos datan de hace 34 millones de años. Son muy similares a las especies actuales, lo que indica que esta relación simbiótica evolucionó tempranamente y no cambió fundamentalmente desde entonces. La evidencia molecular sugiere que esta relación existía hace más de 65 millones de años.

## Géneros

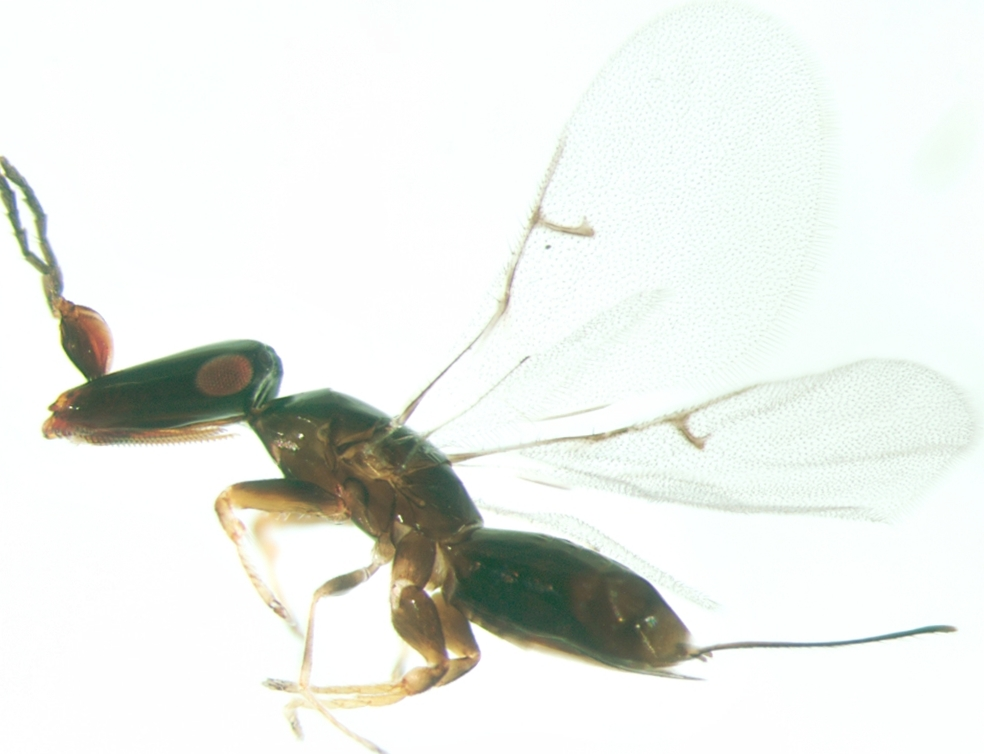
Pleistodontes sp., hembra.

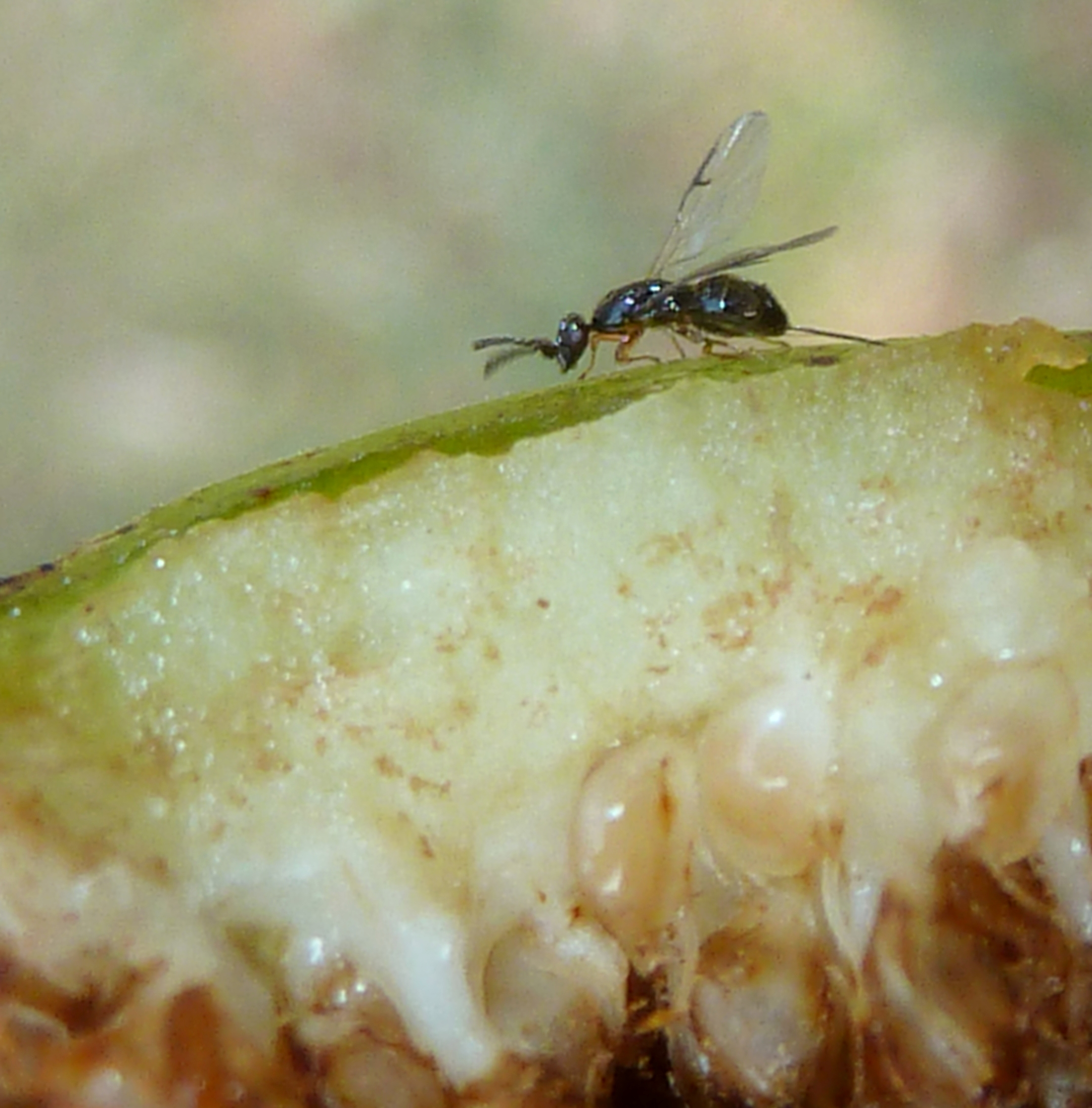
Ceratosolen capensis.

La clasificación más reciente incluye estas cuatro subfamilias solamente: Agaoninae, Kradibiinae, Sycophaginae y Tetrapusiinae.
Géneros incluidos en el presente según Universal Chalcidoidea Database:
- Agaoninae
  - Agaon
  - Alfonsiella
  - Allotriozoon
  - Blastophaga
    - Blastophaga psenes

  - Courtella
  - Deilagaon
  - Dolichoris
  - Elisabethiella
  - Eupristina
  - Nigeriella
  - Paragaon
  - Pegoscapus
  - Platyscapa
  - Pleistodontes
  - Waterstoniella
  - Wiebesia
- Kradibiinae
  - Ceratosolen
  - Kradibia
- Sycophaginae
  - Anidarnes
  - Eukoebelea
  - Idarnes
  - Pseudidarnes
  - Sycophaga
- Tetrapusiinae
  - Tetrapus